# 헬레이저 2
《헬레이저 2》(영어: Hellbound: Hellraiser II)는 영국에서 제작된 토니 랜들 감독의 1988년 초자연 공포 영화이다. 전편 《헬레이저》(1987)를 바로 이어받은 내용이다. 클레어 히긴스, 애슐리 로런스, 케네스 크래넘 등이 출연하였고, 클라이브 바커가 원안을 작성하고 총괄 제작으로 참여하였다.
속편 《헬레이저 3》(1992)으로 이어진다.

## 줄거리
영화는 영국 군인 엘리엇 스펜서가 퍼즐 "통곡의 배열"(Lament Configuration)을 풀고 시너바이트 "핀헤드”가 된 순간을 묘사하며 포문을 연다.
전편에서 퍼즐을 풀고도 현세에서 목숨을 부지한 커스티 코튼은 현재 정신 병원에 수감되어 있다. 커스티의 담당 의사 채나드는 통곡의 배열에 경도돼있으며, 사람의 정신을 일종의 미로이자 퍼즐이라고 여기며 정신병 환자들을 좁은 독방에 가두고 들여다보는 자이다.
채나드는 커스티가 새엄마가 죽으면서 남긴 핏자국이 있는 매트리스를 없애달라고 간절히 요청하자 호기심을 품고 환자 한 명을 데려가 면도칼을 쥐어준다. 평소 본인 몸에 구더기가 들끓고 있다는 망상에 시달리던 이 환자는 칼로 자해를 하고, 피가 흐르면서 커스티의 새엄마 줄리아가 피부가 벗겨져 근육이 붉게 드러난 상태로 시너바이트계에서 건너와 부활한다. 선의에서 커스티의 요청을 들어주려고 왔던 다른 의사 카일 맥레이가 이를 전부 목격한다.
줄리아에게 빠져든 채나드는 줄리아에게 다른 환자들을 먹이로 가져다준다. 커스티와 맥레이가 채나드의 집에 찾아가자 재생을 거의 마친 줄리아가 맥레이를 유혹하여 입맞춤을 빙자해 생기를 빨아먹은 뒤 커스티를 때려 정신을 잃게 한다.
채나드는 퍼즐 푸는 재능이 있는 환자 티퍼니를 데려와 통곡의 배열을 풀게 해서 핀헤드를 비롯한 시너바이트들이 있는, 미로를 닮은 지옥의 한 차원으로 이동한다. 한편 꿈에서 피부가 다 벗겨진 아버지가 지옥에 있는 자신을 도와달라고 호소해 정신을 차린 커스티 역시 지옥으로 넘어간다. 채나드를 배신한 줄리아는 본인 대신 이곳을 채울 대리 영혼을 필요로 하며 미로를 관장하는 리바이어선에게 채나드를 넘기고, 채나드는 고문으로 체액 추출을 당한 끝에 시너바이트로 변모한다.
한편 커스티는 삼촌 프랭크가 아버지인 척 했다는 걸 알게 되고, 프랭크에게 할당된 지옥 구역에 영원히 묶일 뻔 한다. 하지만 커스티는 기지를 발휘해 불을 내고, 지옥불에 탄 프랭크는 피부가 녹아내린다. 마침 이때 나타난 줄리아는 프랭크의 심장을 밖으로 끄집어내며 전편에서 배신을 당했던 일을 복수하고, 리바이어선 모형으로 변해 꽉 다물린 통곡의 배열을 손에 넣는다. 하지만 미로의 열린 틈에 발생한 소용돌이에 빨려 나가 사망하면서 지옥에 벗겨진 피부만을 남긴다. 커스티와 티퍼니는 퍼즐을 지옥에 두고 병원으로 도망쳐나온다.
개조가 끝난 채나드는 차원을 건너와 의사 흉내를 내며 촉수를 뻗어 환자들을 죽인 뒤 커스티와 티퍼니를 좇는다. 한편 핀헤드와 시너바이트들은 의도치 않게 여러 번 퍼즐을 풀면서 자신들과 계속 마주친 커스티에게 자신들과 놀고 싶은 거냐며 진짜 놀이를 시작해보자고 제안한다. 이때 커스티는 채나드의 서재에서 발견했던 핀헤드의 인간 엘리엇 스펜서 시절 사진을 핀헤드에게 보여주어 그의 인간성을 회복시키고 채나드와 싸우게 만든다. 채나드는 무한 생성되는 촉수로 시너바이트들의 사슬을 잘라내며 핀헤드를 포함한 시너바이트들을 전부 끝장내 인간 상태로 죽게 만든다.
퍼즐을 찾으러 다시 지옥 미로 속으로 들어갔던 커스티와 티퍼니는 채나드에게 죽을 뻔 하지만 커스티가 줄리아의 피부를 입어 채나드를 속이고 입을 맞추고, 그 사이 티퍼니가 퍼즐을 푼다. 이들은 채나드를 죽이고 지옥 문을 닫으면서 현실로 돌아온다.
얼마 후 이삿짐센터 직원들이 채나드의 집에서 짐을 옮기던 중 한 직원이 매트리스에 삼켜지고, 그 자리에서 시너바이트들이 장식된 정체불명의 기둥이 솟아오른다.

## 출연
- 클레어 히긴스 - 줄리아 코튼 역
- 애슐리 로런스 - 커스티 코튼 역
- 케네스 크래넘 - 필립 채나드 의사 / 채나드 시너바이트 역
- 이머전 부어먼 - 티퍼니 역
- 더그 브래들리 - 핀헤드 / 엘리엇 스펜서 대위 역
- 숀 채프먼 - 프랭크 코튼 역
- 윌리엄 호프 - 카일 맥레이 의사 역

## 기타 제작진
- 총괄 제작: 클라이브 바커
- 미술: 마이클 뷰캐넌